# Årstad sogn
Årstad sogn i Halland, Sverige var en del af Årstad herred og har været en del af Falkenbergs kommun siden 1971. Årstad distrikt dækker det samme område siden 2016. Sognets areal er 41,22 kvadratkilometer, heraf 40,66 land  I 2020 havde distriktet 1.219 indbyggere. Landsbyen Årstad og en del af landsbyen Heberg ligger i sognet.
Navnet blev første gang registreret som Arestathe i 1331. Den første del af navnet kommer muligvis fra mansnavnet Ari. Den anden del er -sted.  Antallet indbyggere steg indtil 1880, da sognet havde 1.759 indbyggere, derefter faldt det til 1970 (1.041 indbyggere). Siden er det steget lidt igen.